# Malayochela maassi
Malayochela maassi är en fiskart som först beskrevs av Weber och De Beaufort 1912.  Malayochela maassi ingår i släktet Malayochela och familjen karpfiskar. Inga underarter finns listade i Catalogue of Life.